# Perry (Arkansas)
Pour les articles homonymes, voir Perry.
Perry est une municipalité du comté de Perry, dans l'État de l'Arkansas aux États-Unis.

## Démographie
| 1920 | 1930 | 1940 | 1950 | 1960 | 1970 |
| ---- | ---- | ---- | ---- | ---- | ---- |
| 540  | 387  | 377  | 284  | 224  | 218  |

| 1980 | 1990 | 2000 | 2010 | - | - |
| ---- | ---- | ---- | ---- | - | - |
| 254  | 228  | 314  | 270  | - | - |